# Eimskip
Eimskip est une compagnie de transport maritime islandaise crée 17 janvier 1914. Elle fut la toute première entreprise de transport maritime d'Islande. Elle possède 16 porte-conteneurs et emploie 1,425 employés à travers la planète.

## Histoire
En 1917, en raison de la Première guerre mondiale, l'entreprise effectue ses premières liaisons avec l'Amérique afin d'acheminer de la marchandises en direction de l'Europe, en passant par l'Islande. Son expansion mondiale continue en 1971 lorsque la compagnie ouvre les portes de ses deux premiers entrepôts de marchandises en dehors de l'île. Un de ceux-ci est ouvert à Londres et le second à New York. Aujourd'hui, l'entreprise est présente dans 19 pays.